# Ouanga (Bagassi)
Pour les articles homonymes, voir Ouanga.
Ouanga est un village du département et la commune rurale de Bagassi situé dans la province des Balé et la région de la Boucle du Mouhoun au Burkina Faso.